# David Newton
David Newton (* 1958 in Glasgow) ist ein schottischer Jazz-Pianist und Komponist.

## Leben und Wirken
David Newton wuchs in Renfrewshire, Schottland auf; frühe Vorbilder waren für ihn Oscar Peterson, Art Tatum oder Erroll Garner. Nach seiner Graduierung 1979 am Leeds College of Music arbeitete David Newton zunächst als freischaffender Musiker in der Gegend um Yorkshire und wurde schließlich Theatermusiker am Stephen Joseph Theatre in Scarborough. Nach zweieinhalb Jahren ging er ans Edinburgher Theater und wurde dort in der schottischen Jazzszene aktiv. Mit seinem Schulfreund, dem Bassisten Alan Barnes zog er dann nach London, wo er im Quartett mit Barnes, dem Gitarristen Martin Taylor und dem Saxophonisten Don Weller spielte.
1985 entstanden erste Aufnahmen mit Buddy DeFranco und Martin Taylor; 1988 folgte das erste Album unter eigenem Namen für Linn Records, später für Candid Records. In den 1990er Jahren spielte Newton dann im Trio mit dem Bassisten Dave Green und dem Schlagzeuger Allan Ganley (In Good Company); außerdem nahm er zwei Soloalben, Return Journey (1992) und das Frank-Sinatra-Portrait Twelfth of the Twelfth (1995) auf und spielte im Duo mit dem Pianisten Brian Lemon.
1997 nahmen David Newton und Alan Barnes für Concord Jazz auf.
Ende der 1990er Jahre begann Newton mit Tina May, Annie Ross, Claire Martin und schließlich mit Stacey Kent zusammenzuarbeiten, mit dem er in den nächsten zehn Jahren mehrere Alben aufnahm (The Tender Trap, 1998) und auf Tourneen ging. Daneben komponierte Newton eigene Musik für eigene Ensembles, außerdem für Martin Taylor, Alan Barnes, Tina May oder Claire Martin, außerdem für einige Fernseh-Produktionen. 2003 arbeitete David Newton erneut für einige Theater-Produktionen in Scarborough und London. Ab 2004 arbeitete Newton im Trio mit Matt Miles und Steve Brown; zuletzt erschien das "Portrait of a Woman", auf dem Bright New Day -Label, Newton wirkte außerdem an Aufnahmen von Spike Robinson, Martin Taylor (Don't Fred) und Don Weller mit.
David Newton, der an den Lyrismus eines Enrico Pieranunzi erinnert, gilt nach Cook/Morton als einer der führenden Jazzpianisten seiner Generation; er erhielt zahlreiche Auszeichnungen, so wurde er 2014 in den British Jazz Awards zum zwölften Male zum besten Jazzpianisten gewählt.

## Diskographische Hinweise
- Eyewitness (Linne, 1990) mit Dave Green und Allan Ganley
- Xictim of Circumstances (Linn, 1990) mit Alec Dankworth und Clark Tracey
- Return Journey (Linn, 1992) solo
- In Good Company (Candid, 1994)
- Twelfth of the twelfth - A Jazz Portrait of Frank Sinatra (Candid, 1995)
- D N A (Candid, 1996) mit Iain Dixon, Matt Miles und Steve Brown
- Brian Lemon and David Newton (Zephyr, 1998)
- Inspired (Bright New Day Records, 2004)
- Portrait of a Woman (Bright New Day Records, 2009)